# 건망증 선생님
건망증 선생님(The Absent Minded Professor)은 미국에서 제작된 로버트 스티븐슨 감독의 1961년 코미디, 가족, 판타지 영화이다. 프레드 맥머레이 등이 주연으로 출연하였고 월트 디즈니 등이 제작에 참여하였다.

## 출연

### 주연
- 프레드 맥머레이
- 낸시 올슨
- 키넌 윈

### 조연
- 레온 아메스
- 에드워드 앤드류즈
- 레이몬드 베일리
- 월리 보그
- 찰리 브릭스

## 제작진
- 원작자: 사무엘 W. 테일러
- 협력프로듀서: 빌 월시